# Martirio di Strigonio
Martirio di Strigonio (in ungherese Martyrius o Márton) (... – 26 aprile 1158) è stato un arcivescovo cattolico ungherese attivo nella prima metà del XII secolo.
Egli ricoprì la carica ecclesiastica di vescovo di Veszprém dal 1127 al 1137 circa, di vescovo di Eger dal 1142 al 1150 e, infine, di arcivescovo di Esztergom dal 1151 fino alla sua morte.

## Biografia

### Origini e carriera come vescovo
Le origini e i legami parentali di Martirio risultano avvolti dal mistero. Il suo nome compare nei documenti reali in varie forme in lingua latina, tra cui "Martyrius", "Martirius", "Martyrus" e - erroneamente - "Martinus" (Martino). Tra il 1127 e il 1137 circa, Martirio divenne vescovo di Veszprém. In questa veste, viene menzionato solo dall'ultimo testamento dell'hospes Fulco del 1146. Di conseguenza, il testatore ricorda che durante la sua vita egli servì cinque vescovi di Veszprém come loro chierico nel seguente ordine: Matteo, Nana, Martirio, Pietro e Paolo. È noto che il predecessore di Martirio, Nana, fu citato per l'ultima volta come vescovo di Veszprém nel 1127 da un atto risalente all'epoca in cui regnava Stefano II d'Ungheria. Pietro, invece, viene menzionato per la prima volta nella stessa posizione nel 1137 (secondo un documento non autentico nel 1135, ma tale testo contiene diverse informazioni contraddittorie).
Nel 1142, Martirio fu trasferito e assunse la carica di vescovo di Eger. Nel XII secolo, quando il trasferimento dei vescovi era generalmente vietato, Martirio divenne uno dei tre unici prelati di cui si ha conoscenza, assieme a Prodeano e a Ugrino Csák, ad essere stato trasferito da una diocesi ad un'altra di pari prestigio. Egli viene menzionato per la prima volta quale vescovo di Africa nel maggio del 1142, quando i privilegi di Spalato vennero confermati dalla corte reale in nome del re ancora minorenne Géza II d'Ungheria. Nel documento, egli viene erroneamente indicato come Martino (Martinus). Un'altra carta, nella quale il sovrano destinati dei villaggi al monastero di Csatár, eretto da Martin Gutkeled, ispán del comitato di Zala, fa riferimento a Martirio come vescovo, sia pur senza indicare la sua sede. L'atto risale a un periodo compreso tra il 1138 e il 1141, ovvero gli ultimi anni in cui regnò Béla II, motivo per cui risulta presumibile che Martirio fosse già vescovo di Eger a quell'epoca. Secondo gli Annales Posonienses, scritti nell'odierna Bratislava, nel 1143 Martirio consacrò l'abbazia benedettina di Széplak, nella contea di Újvár (odierna Krásna, in Slovacchia), fondata dalla nobile famiglia degli Aba e dedicata alla Vergine Maria. Nello stesso anno, un gran numero di sassoni si insediò nelle zone nord-orientali scarsamente popolate della diocesi di Eger, tra cui Košice, Prešov e i villaggi circostanti (oggi in Slovacchia). Martirio fu menzionato per l'ultima volta come vescovo di Eger in un documento emesso dalla cancelleria reale da Géza II e risalente al 1150.

### Arcivescovo
Martirio fu eletto arcivescovo di Esztergom nel 1151, presumibilmente succedendo a Kökényes. Secondo un atto la cui datazione risulta incerta dell'epoca di Géza II, l'abbazia di Pannonhalma fu confermata come proprietaria di alcune terre nello stesso anno, quando Martirio divenne arcivescovo e Géza incontrò Enrico II di Babenberg, duca d'Austria, circostanza che contribuì alla distensione dei loro rapporti incerti e che si verificò nel 1151. Anche Martirio, scrive in una lettera del 1156, aveva già ricoperto la carica per sei anni. Tra i suoi primi provvedimenti rientra la consacrazione, compiuta sempre nel 1156, della cattedrale di Óbuda, dedicata alla Vergine Maria, e la nomina di un certo Mikó come primo prevosto. Nei documenti contemporanei, Martirio viene menzionato per la prima volta come arcivescovo nel 1152, quando compare come testimone in occasione delle ultime volontà di una nobile di nome Margherita a Pannonhalma (si tratta di un'importante fonte di storia economica ungherese del XII secolo).
Quando le trattative per combinare il matrimonio tra la sorella di Géza Sofia ed Enrico Berengario Hohenstaufen, figlio di Corrado III di Svevia, si interruppero, lei rimase nel Sacro Romano Impero, facendosi monaca nel convento di Admont (oggi in Austria). In seguito Géza inviò una lettera ad Admont allo scopo di sollecitarla a ritornare in Ungheria. Tuttavia, Sofia non volle partire, insistendo invece sul fatto che desiderava rimanere nel monastero come monaca. Géza decise allora di inviare una missione diplomatica nel 1152 circa per negoziare il suo ritorno. La delegazione ungherese, guidata dall'arcivescovo Martirio, convinse l'abate di Admont a chiedere a Sofia se preferisse restare o partire. Ancora una volta, la donna ribadì il suo desiderio di rimanere nel monastero, motivo per cui Géza II decise infine di rispettare la sua decisione. La sua influenza politica è testimoniata da una missiva spedita dall'ambasciatore del re Adalberto del 1153 circa, il quale scrive di essere stato inviato da Ruggero II di Sicilia per comunicare un messaggio «su ordine del re Géza II e dell'arcivescovo Martirio».
Martirio istituì e consacrò un altare, dedicato alla Santa Vergine Maria, all'interno della cattedrale di Sant'Adalberto a Esztergom nel 1156. Nel frattempo, con il permesso di Géza, egli fornì al Capitolo le decime di 70 villaggi dei comitati circostanti di Nitra, Bars, Hont e Esztergom per finanziarne le mansioni della Chiesa e le cerimonie settimanali, oltre alla locale cappella di San Nicola come sede del convento. Sempre nel 1156, consacrò la chiesa di Barátka (costruita da un certo Euzidino) nel comitato di Bars, dedicata a Martino di Tours. Nell'atto istitutivo, Martirio donò alla chiesa i villaggi di Barátka, Léva e Visk (oggi Levice e Vyškovce nad Ipľom, in Slovacchia), istituendone il distretto parrocchiale. Si tratta dell'unico documento di cui si conoscenza in occasione del quale Martirio impiegò il proprio sigillo. Appare come testimone in una carta reale (forse emessa anche nel 1156), quando Géza II donò a due cavalieri stranieri Goffredo e Alberto ampi latifondi. In un momento incerto degli ultimi anni del suo episcopato, Martirio fondò una chiesa dedicata a Santo Stefano d'Ungheria nei pressi di Székesfehérvár, come attesta una carta emessa dal re Béla III, quando la chiesa apparteneva già ai Cavalieri Ospitalieri. La costruzione della cattedrale fu terminata dalla regina Eufrosina di Kiev, consorte di Géza, dopo la morte di Martirio. Nel 1157, Martirio figura tra i testimoni quando alla chiesa di Barátka fu concessa l'usanza del sale di Nána e Párkány (Štúrovo, in Slovacchia) da Géza. Nello stesso anno, Martirio controfirmò le ultime volontà del comes Wolfer (uno dei progenitori della nobile famiglia degli Héder e antenato dei Kőszegi).
Secondo un documento non emesso dalla cancelleria reale, il quale attesta delle donazioni compiute dalla corona alla diocesi di Nitra, l'arcivescovo Martirio era ancora vivo il 13 febbraio 1158. Lui e altri vescovi compaiono anche in un falso storico il quale sostiene che Géza abbia concesso le donazioni del privilegio di Santo Stefano all'Abbazia di Pécsvárad (il documento originale è andato distrutto durante un incendio nel 1105). Secondo lo storico ed ecclesiastico del XVIII secolo Miklós Schmitth, Martirio morì il 26 aprile 1158 e lo succedette nell'ultimo incarico da lui ricoperto l'arcivescovo Luca. Fu sepolto sotto l'altare della cattedrale di Esztergom, da lui stesso consacrata due anni prima.